# 联合民族联邦委员会
联合民族联邦委员会 (縮寫 UNFC)，是缅甸的一个反对派团体联盟。该联盟由11支为不同少数群体权利而活动的反对派团体组成。 其中6支成员团体已经完成或正在和政府就永久性停火谈判。联盟的武装翼为合众联邦军（FUA）。

## 成员团体
委员会有11支成员，其中6支在不同程度上和政府进行了和平对话，另外有4支非官方的观察员成员。

### 已停火团体
- 钦民族阵线（英语：Chin National Front）
- 克伦民族联盟
- 克伦尼军
- 新孟邦党
- 勃歐民族組織
- 北部掸邦军

### 未停火团体
- 若開民族軍
- 克钦独立军
- 拉祜民主联盟
- 德昂民族解放军
- 佤民族组织（英语：Wa National Organisation）

### 观察员团体
- 若开解放军
- 克伦民主佛教军5旅 (DKBA-5)
- 克耶新土地党（英语：Kayan New Land Party）
- 克伦民族联盟/克伦民族解放军和平委员会